# Ipomoea peruviana
Ipomoea peruviana ist eine Pflanzenart aus der Gattung der Prunkwinden (Ipomoea) aus der Familie der Windengewächse (Convolvulaceae). Die Art ist in Peru verbreitet.

## Beschreibung
Ipomoea peruviana ist eine nahezu unbehaarte Kletterpflanze, deren Stängel gewinkelt und 4 bis 5 mm stark sind. Die Blattstiele können Längen von 10 bis 20 cm erreichen, die Blattspreiten sind bis zu 20 cm lang und 11 bis 15 mm breit, eiförmig, gelegentlich breit dreilappig und an der Basis weit mit gerundeten Ohren herzförmig. Die Spitze der Blattspreite, sowie gegebenenfalls die Spitzen der nahezu eiförmigen Lappen sind auf etwa 1,2 cm zugespitzt. Der Blattrand ist ungleichmäßig gewellt oder nahe der Basis mit einigen kurzen Zähnen besetzt. Die Aderung ist aus neun Blattadern handflächenförmig.
Die zymösen Blütenstände bestehen aus wenigen oder bis zu neun Blüten. Die Blütenstandsstiele sind 8 bis 14 cm lang, die kräftigen Blütenstiele sind 2 bis 2,5 cm (selten bis 3 cm) lang. Die Vorblätter sind eiförmig und 1,5 bis 2 mm lang. Die Knospen sind eiförmig und zugespitzt. Die Kelchblätter sind abgestumpft oder fast zugespitzt, stachelspitzig und ungleich geformt. Sie erreichen Längen von 22 bis 24 mm und sind 13 bis 15 mm breit. Sie sind meist elliptisch geformt, die äußeren können auch eiförmig sein. Die Krone ist trichterförmig, lila oder violett gefärbt und 8 bis 11 cm lang. Die Staubbeutel haben eine Länge von 1 cm und geben stachelige Pollenkörner ab. Der Fruchtknoten ist eiförmig und verjüngt sich in den Griffel.

## Verbreitung
Die Art ist in den peruanischen Regionen San Martín und Loreto und in Ecuador verbreitet.